# Vraňany
Vraňany är en ort i Tjeckien.   Den ligger i regionen Mellersta Böhmen, i den centrala delen av landet, 26 km norr om huvudstaden Prag. Vraňany ligger 171 meter över havet och antalet invånare är 855.
Terrängen runt Vraňany är platt.Runt Vraňany är det ganska tätbefolkat, med 179 invånare per kvadratkilometer. Närmaste större samhälle är Mělník, 8,8 km öster om Vraňany. Trakten runt Vraňany består till största delen av jordbruksmark.